# لئون روتمن
لئون روتمن (انگلیسی: Leon Rotman؛ زادهٔ ۲۲ ژوئیه ۱۹۳۴) قایقران کانو اهل رومانی بود.
وی در مسابقات کشوری و بین‌المللی در مجموع برندهٔ ۲ مدال طلا، ۱ مدال برنز شده‌است.